# Єдина Альтернатива
«Єдина Альтернатива» — українська центристська політична партія створена у 2020 році. Штаб-квартира партії розташована у Чернівцях за адресою пл. Центральна, 4

## Ідеологія
«Єдина Альтернатива» належить до числа так званих місцевих політичних партій, пріоритетом яких є захист інтересів мешканців конкретного регіону, у даному випадку діяльність партії зосереджена на місті Чернівці та Чернівецькій області. У своїй програмі багато уваги приділяє питанням місцевого самоврядування. Загалом партійна програма «Єдиної Альтернативи» складається з 5 пунктів, які дозволяють класифікувати її як центристську, демократичну партію з елементами як консерватизму, так і лібералізму. Зокрема партія у своїй програмі проголошує залучення мешканців до ухвалення рішень; розвиток інфраструктури та комфортного простору; формування умов для розвитку підприємництва та підвищення якості життя; створення можливостей для самореалізації та співпраці; належне врядування в муніципалітеті.

## Історія партії
Партію засновано у 2017 році, однак тоді вона мала назву «Союз міста і села», а її першим головою був Андрій Швець. У 2018 році партію очолив підприємець Андрій Клімов, однак вже у 2018-2020 головою партії була підприємиця та викладачка Оксана Зазимко-Бардаченко.
Кардинальні зміни у партії відбулись у травні 2020 року, коли партія змінила свою назву на «Єдина Альтернатива», а головою партії став депутат Чернівецької обласної ради від громадського руху «Народний контроль» Володимир Мороз. У липні 2020 року також відбулась презентація громадського руху «Єдина Альтернатива».
Партія взяла участь у місцевих виборах 2020 року, зокрема висунула підприємця Романа Клічука на посаду міського голови Чернівців.

## Участь у виборах
Місцеві вибори 2020 року стали першими виборами, в яких партія «Єдина Альтернатива» взяла участь як самостійний проєкт. Зокрема кандидат від «Єдиної Альтернативи» підприємець Роман Клічук у другому турі з результатом 59,54 % переміг на виборах міського голови Чернівців. Його найближчий конкурент, депутат міської ради Віталій Михайлішин набрав тільки 37,5 % голосів виборців.

Також партійний список «Єдиної Альтернативи» отримав перше місце на виборах депутатів Чернівецької міської ради з результатом 20,15 %.
«Єдина Альтернатива» має власну фракцію з 9 депутатів у Чернівецькій обласній раді VIII скликання та у Чернівецькій районній радах.

У 2020 році представник «Єдиної Альтернативи» Григорій Ванзуряк став головою Глибоцької селищної громади Чернівецького району. У цій же громаді половина депутатів, тобто 13 з 26 входять у фракцію «Єдиної Альтернативи»

Також депутати від «Єдиної Альтернативи» представлені в окремих місцевих радах Чернівецької області, зокрема у Вижницькій, Сторожинецькій та Хотинській міських радах а також у Кадубовецькій сільській раді.